# Ilione
Ilione es un género de dípteros de la familia Sciomyzidae, categorizado en la tribu Tetanocerini. Fue descrito por Alexander Henry Haliday en 1837.

## Especies
- Ilione Haliday in Curtis, 1837

- I. lineata (Fallén, 1820)
- I. rossica (Mayer, 1953)

- Knutsonia Verbeke, 1964

- I. albiseta (Scopoli, 1763)
- I. corcyrensis (Verbeke, 1964)
- I. trifaria (Loew, 1847)
- I. truqui (Rondani, 1863)
- I. turcestanica (Hendel, 1903)
- I. unipunctata (Macquart, 1849)